# World of Warcraft: Wrath of the Lich King
World of Warcraft: Wrath of the Lich King (coloquialmente conocido WotLK o LK, traducido al español sería La ira del Rey Exánime) es la segunda expansión del MMORPG World of Warcraft, después de The Burning Crusade. Amplía el contenido del mundo de Warcraft de manera sustancial, incluyendo entre otras cosas, el continente Rasganorte, hogar del Rey Exánime. Fue anunciado en el primer día del BlizzCon 2007, el 3 de agosto de 2007. Wrath of the Lich King fue lanzado el 13 de noviembre de 2008, vendiendo 2.8 millones de copias dentro de las primeras 24 horas de disponibilidad. Esto lo hace el juego de computadora más rápidamente vendido de todos los tiempos, superando al impuesto por la anterior expansión The Burning Crusade que vendió 2.4 millones en sus primeras 24 horas.
La expansión ha sido censurada en China por su gobierno principalmente por tratar temas relacionados con la muerte, aspectos que son tabú en China. Tras las negociaciones con el gobierno chino y cambios en el distribuidor, World of Warcraft fue desconectado y tras el cambio de distribuidor fue vuelto a poner en línea manteniéndose una disputa administrativa sobre el mismo. WotLK  recibió el premio al Mejor Videojuego en la categoría de empresas otorgado por el certamen imagina en su edición del año 2009.

## Argumento
Tras la purificación de la Fuente del Sol, hay un periodo de tensa calma en el mundo, que se verá interrumpida cuando la Plaga de no-muertos lanza un ataque masivo contra las ciudades y los pueblos de todo Azeroth, tanto en los Reinos del Este como en Kalimdor. Bajo presión de responder con un ejército completo, el Jefe de Guerra Thrall envía una expedición a Rasganorte al mando del Señor Supremo Garrosh Grito Infernal. Mientras tanto, Varian Wrynn, el rey humano que se encontraba desaparecido, regresa por fin a la ciudad de Ventormenta y reclama su corona. Varian envía un ejército igual de poderoso a cargo de Bolvar Fordragon para derrotar al Rey Exánime y a las fuerzas de la Horda que osasen cruzarse en su camino.
Conforme se avecinaba la última batalla contra el Rey Exánime, la maga humana Jaina Valiente y la líder de los Renegados, Sylvanas Brisaveloz viajan al gélido corazón de Rasganorte. Cada una tenía razones distintas: Jaina espera descubrir si en el Rey Exánime aún queda algún resto de su antiguo amigo y amor Arthas, mientras que Sylvanas busca vengarse de su antiguo enemigo. Con ayuda de estas dos heroínas, los campeones de Azeroth deben asaltar la Ciudadela Corona de Hielo y derrotar a los esbirros del Rey Exánime, y después de ello, enfrentarse a Arthas en persona para acabar de una vez por todas con la Plaga.

## Jugabilidad

### Novedades y mejoras

#### Zonas
Se añade el nuevo continente de Rasganorte que contiene diez áreas nuevas.
Rasganorte es un continente en forma de media luna al norte de Azeroth. Tiene la mitad del tamaño que los Reinos del Este y casi tanto como Terrallende. Aunque Rasganorte es en su mayoría conocido por el hielo y la nieve los desarrolladores del juego señalaron que solo partes de este estaban congelados.
Rasganorte tiene ocho zonas diferentes divididas según los niveles del personaje con un mínimo de 68, aunque los jugadores pueden ir hasta Rasganorte con cualquier nivel. Los jugadores de la Alianza llegan al continente en barco y los de la Horda en zeppelín a las zonas del Fiordo Anquilonal o Tundra Boreal respectivamente, cada una en un extremo del continente. En el Fiordo Anquilonal existen unos malvados semigigantes llamados Vrykul que residen en la Fortaleza de Utgarde la primera mazmorra de la expansión. El cementerio de dragones y las Colinas Pardas están en el centro-sur y sureste respectivamente.
Los úrsidos Furbolgs residen en las zonas boscosas de las Colinas Pardas. Conquista de Invierno es la primera zona completamente JcJ en World of Warcraft, incluso en los servidores JcE.
Los Renegados y su reina, Sylvanas Brisaveloz, tienen una base militar llamada Campo Venganza y un asentamiento llamado Nuevo Agamand, ambos en el Fiordo Anquilonal.
Dalaran ha sido reubicada en Rasganorte para luchar contra la amenaza del Dragón Azul y el Rey Exánime. Dalaran es una ciudad neutral como Shattrath en Terrallende. Dalaran levita a una gran altura sobre Canto de Cristal aunque es accesible tanto desde el suelo como desde el cielo.
Otras áreas de este continente son Zul'Drak, Cuenca de Sholazar, Corona de Hielo y Cumbres Tormentosas.

#### Nivel
En esta expansión el nivel máximo ha ascendido de 70 a 80, y la barra de talentos ahora consta de 71 puntos.

#### Caballero de la Muerte
Se añade una nueva clase, Caballero de la Muerte (Death Knight en inglés) la primera clase héroe de World of Warcraft.
Los jugadores que actualicen sus cuentas a la expansión Wrath of the Lich King podrán crear un Caballero de la Muerte después de ascender algún personaje hasta el nivel 55, solo se puede tener un "Caballero de la muerte" por reino. Los nuevos Caballeros de la Muerte comienzan con muchas habilidades y hechizos pero sin puntos de talento que son conseguidos mediante misiones en la zona de comienzo de estos personajes, en las Tierras de la Peste del Este en concreto en el Enclave Escarlata. Tanto la Alianza como la Horda tiene acceso a esta clase y cualquier raza puede ser Caballero de la Muerte.
A diferencia de las otras clases, en lugar de usar furia, energía o maná para el combate, usa un nuevo sistema, runas y poder rúnico.

#### Mazmorras y Bandas
Se han incluido nuevas mazmorras y las bandas pueden ser ahora de diez o veinticinco jugadores.
Algunas de las nuevas mazmorras son Fortaleza de Utgarde (mazmorra de grupo de 5 jugadores), El Nexo (mazmorra de grupo de 5 jugadores), Azjol-Nerub (mazmorra de grupo de 5 jugadores), Ulduar (mazmorra de banda de 10 o 25), Cámaras de Relámpagos (mazmorra de grupo de 5 jugadores), Naxxramas (mazmorra de banda de 10 o 25), Fortaleza de Drak`tharon (mazmorra de grupo de 5 jugadores), Gun'drak (mazmorra de grupo de 5 jugadores), Bastión Violeta (mazmorra de grupo de 5 jugadores), Prueba del cruzado (mazmorra de banda de modalidades de 10 o 25), Prueba del gran cruzado (modo heroico de la mazmorra prueba del cruzado para 10 y 25 jugadores), Las salas gélidas (complejo de mazmorras de grupo de 5 jugadores con 3 alas: La forja de almas, El foso de saron y Las cámaras de reflexión) y la Ciudadela de La Corona de Hielo (Banda final de WOTLK con modo de 10/25 jugadores normal y heroico).

#### Campos de Batalla
Se han incluido tres nuevos Campos de Batalla, Playa de los ancestros, Conquista de Invierno e  Isla de la conquista 

#### Arenas
Se ha incluido una nueva arena, "Arena de Dalaran".

#### Mejoras gráficas
Se han incluido varias mejoras gráficas a World of Warcraft con el lanzamiento de la expansión, sombras en tiempo real en las zonas con hielo, nuevos efectos de fuego, visión a mayor distancia, nuevos modelos y la opción de bajar la calidad de las texturas para mejorar el rendimiento del juego.